# Black Magic (yacht)
Pour les articles homonymes, voir Black Magic.
Le yacht Black Magic (NZL-32) était le challenger néo-zélandais du Royal New Zealand Yacht Squadron d'Auckland lors de la 29e Coupe de l'America (America's Cup) en 1995 se déroulant à San Diego contre le defender américain Young America du San Diego Yacht Club.

## Construction
Black Magic est un monocoque de Class America
qui a été conçu par une équipe autour de Doug Peterson et Laurie Davidson et construit à Auckland par McMullen & Wing en fibre de carbone pour le navigateur Peter Blake de la Emirates Team New Zealand.
Son sister-ship Black Magic II (NZL-38) a été utilisé dans les étapes initiales de la Coupe Louis Vuitton à San Diego gagnant tout sauf une course. Cependant, le Team New Zealand croyait le NZL-32 plus rapide que le NZL-38.

NZL-38 a été mis en retraite pour devenir un bateau d'entrainement pour la préparation de l'America's Cup 2000 à Auckland. Il a été racheté pour l'America's Cup 2003 par le groupe suédois Victory Challenge. Puis il a été finalement rebaptisé Cristina.

## Carrière

Guidon de la RNZYS

Lors de la Coupe Louis Vuitton à San Diego en 1995 , Black Magic (NZL-32) a mis en évidence toutes ses capacités. Il a battu le Black Magic II (NZL-38), remportant 9 des 11 courses dans les demi-finales et 5 sur 6 en finale contre oneAustralia (AUS-31), accédant de fait à la Coupe de l'America.
Lors de la Coupe de l'America 1995, qui s'est déroulé à San Diego du 5 au 13 mai, Black Magic skippé par Peter Blake a battu le challenger americain, skippé par Dennis Conner, Young America par 5 manches à 0.
Dennis Conner a connu là sa seconde défaite, ayant choisi Young America qui avait été battu par Stars & Stripes US-1 lors des qualifications.
Après la Coupe de l'America, Black Magic (NZL-32) a été utilisé comme un bateau d'essai pour le défi de l' année 2003 Le Défi de 2003 par les chinois du China Team.
En Juillet 2002, il a été donné au Musée national de Nouvelle-Zélande Te Papa Tongarewa, mais il y avait beaucoup de débats sur la façon dont il a été exposé. La proposition initiale était d'une vitrine avec le yacht placé à l'intérieur (un bateau dans une bouteille géante), mais cela a été assimilé à un cercueil de verre et l'idée a été abandonnée. Finalement, à la mort de Sir Peter Blake, il a été décidé le Black Magic (NZL-32) pourrait former la pièce maîtresse pour son hommage. Il est désormais exposé au New Zealand Maritime Museum d'Auckland et rebaptisé Blue Water Black Magic, suspendu au plafond pour pouvoir être vu sous tous les angles, au milieu d'une exposition-hommage à Peter Blake.